# Jonathan Bourne
Pour les articles homonymes, voir Bourne.
Jonathan Bourne est un producteur et scénariste américain né le 5 août 1971 à New York, New York (États-Unis).

## Filmographie

### Comme producteur
- 1997 : The Keenen Ivory Wayans Show (série télévisée)
- 2000 : Who Wants to Marry a Multi-Millionaire? (TV)
- 2003 : Dirty Jobs (feuilleton TV)
- 2004 : Kevin and Drew Unleashed (série télévisée)
- 2004 : Extreme Dodgeball (série télévisée)
- 2005 : Love Lounge (série télévisée)
- 2005 : Poker Royale: Comedians vs. Pros (série télévisée)
- 2005 : Dirty Jobs (série télévisée)
- 2005 : Poker Royale: The James Woods Gang vs. The Unabombers (feuilleton TV)

### Comme scénariste
- 1995 : Singled Out (série télévisée)
- 1996 : Debt (série télévisée)
- 1997 : Peer Pressure (série télévisée)
- 1997 : Win Ben Stein's Money (série télévisée)
- 1998 : Tonight at the House of Blues (TV)
- 2000 : Who Wants to Marry a Multi-Millionaire? (TV)
- 2000 : 2nd Annual TV Guide Awards (TV)
- 2002 : Britney, Baby, One More Time
- 2005 : Poker Royale: The James Woods Gang vs. The Unabombers (feuilleton TV)